# Gottlieb Donatus Menzel

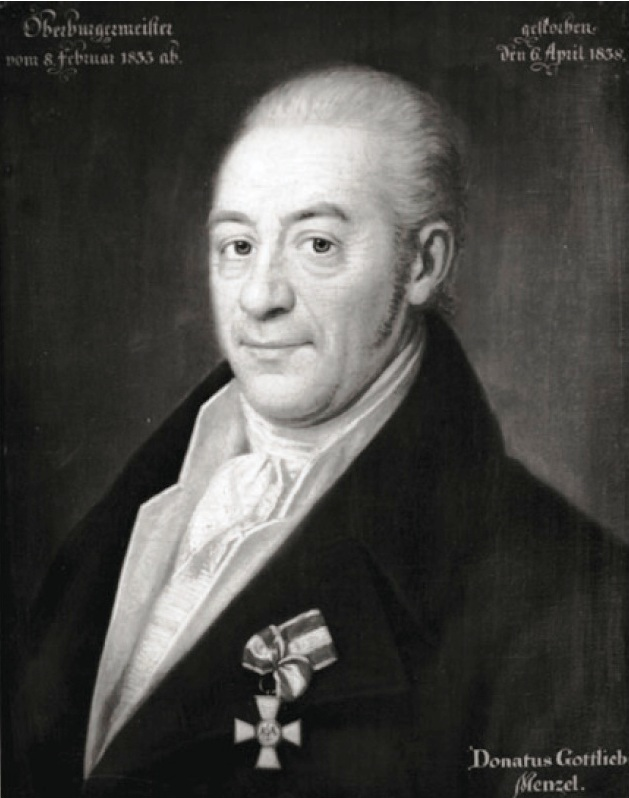
Donatus Gottlieb Menzel

Gottlieb Donatus Menzel (* 1770 in Breslau; † 6. April 1838 ebenda) war ein deutscher Kommunalpolitiker und Oberbürgermeister der Stadt Breslau.

## Leben
Menzel studierte Rechtswissenschaften. Von 1806 bis 1812 war er als Syndikus Mitglied des Magistrats seiner Heimatstadt. Im Anschluss daran wurde er Bürgermeister und nach dem Tod von Kospoth zu Beginn des Jahres 1833 Oberbürgermeister von Breslau.
In seine Amtszeit fiel die Umsetzung des preußischen Edikts zur Gleichstellung der jüdischen Bürger.
Menzel wurde auf dem Großen Friedhof in Breslau beerdigt.